# Kurt Maetzig
Kurt Maetzig (Berlijn, 25 januari 1911 – Wildkuhl, 8 augustus 2012) was een Duits filmregisseur die veel invloed heeft gehad op de filmindustrie in voormalig Oost-Duitsland.
Kurt Maetzig, zoon van Robert en Marie Maetzig, leerde via het familiebedrijf FEKA hoe films werden gemaakt. Na het afronden van de gymnasium studeerde hij scheikunde, techniek, economie en bedrijfskunde aan de Technische Universiteit in München en sociologie, psychologie en recht aan de Sorbonne in Parijs.
Vanwege de joodse afkomst van zijn moeder mocht hij niet werken in de Duitse filmindustrie tijdens het nazi-bewind. In de Tweede Wereldoorlog werd hij lid van de KPD. Na de Tweede Wereldoorlog was hij een van de oprichters van de DEFA, waar hij speelfilms en documentaires regisseerde.
Kurt Maetzig was vier keer getrouwd onder andere met actrice Yvonne Merin en was vader van drie kinderen.

## Filmografie
- Einheit SPD-KPD (1946), documentaire
- Berlin im Aufbau (1946), documentaire
- Leipziger Messe 1946 (1946), documentaire
- Ehe im Schatten (1947)
- Die Buntkarierten (1949)
- Familie Benthin (1950)
- Immer bereit (1950), documentaire
- Der Rat der Götter (1950)
- Roman einer jungen Ehe (1952)
- Ernst Thälmann - Sohn seiner Klasse (1954)
- Ernst Thälmann - Führer seiner Klasse (1955)
- Vergeßt mir meine Traudel nicht (1957)
- Schlösser und Katen (1957)
- Das Stacheltier (1957)
- Das Lied der Matrosen (1958)
- Der schweigende Stern (1960)
- Der Traum des Hauptmann Loy (1961)
- Septemberliebe (1961)
- An französischen Kaminen (1962)
- Preludio 11 (1964)
- Das Kaninchen bin ich (1965)
- Die Fahne von Kriwoj Rog (1967)
- Das Mädchen auf dem Brett (1967)
- Aus unserer Zeit (1970)
- Januskopf (1972)
- Mann gegen Mann (1976)